# XFrames
XFrames – aplikacja XML tworzona przez W3C opisująca ramki. Aktualnie (2008) jest jeszcze w statusie szkicu roboczego. XFrames jest w pewnym sensie odpowiednikiem ramek z języka HTML.

## Przykład dokumentu XFrames
```
<frames xmlns="http://www.w3.org/2002/06/xframes/">
   <head>
      <title>Home page</title>
      <style type="text/css">
         #banner {height: 10em }
         #atoz, #nav {width: 20%}
         #footer {height: 4em }
      </style>
   </head>
   <group compose="vertical">
      <frame xml:id="banner" source="banner.xhtml"/>
      <group compose="horizontal">
	 <frame xml:id="atoz" source="atoz.xhtml"/>
	 <frame xml:id="main" source="news.xhtml"/>
	 <frame xml:id="nav" source="nav.xhtml"/>
      </group>
      <frame xml:id="footer" source="copyright.xhtml"/>
   </group>
</frames>

```